# 루카 공국
루카 공국(이탈리아어: Ducato di Lucca)은 1815년부터 1847년까지 존재했던 작은 이탈리아 국가였다. 그것은 루카시에 중심을 두고 있다. 1815년 빈 회의까지, 공국은 보르보네파르마의 통치자 가문이 끝나거나 그 가문이 다른 영토를 획득할 때 토스카나에 반환하기로 되어 있었다, 1847년 파르마 여공작 마리 루이즈가 임종하고 보르보네파르마가 파르마 공국을 회복하면서 일어난 일이다.
1824년 마리아 루이사가 임종하고, 샤를 루이는 공국의 정부를 맡았다. 1847년 샤를은 파르마 공국을 계승했고, 토스카나 대공국에 합병되어 루카를 떠났다.
1815년부터 1818년까지 루카의 국기는 노란색과 빨간색 가로 줄무늬였다. 1818년 11월 7일부터 1847년까지 깃발은 흰색이었고 마리아 루이사(Maria Luisa)의 문장과 황적색 깃발이 주(州)에 있었다.

## 문장

루카 공국 (1815년 ~ 1818년)
루카 공국 (1818년 ~ 1824년)
루카 공국 (1824년 ~ 1847년)
상인기 (1819년)
상인기 (1820년)
문장 (1815년 ~ 1824년)
중세 문장 (1824년 ~ 1847년)

## 참고 자료
- Case, Lynn M., ed. "The diplomatic relations between France, the grand duchy of Tuscany and the grand duchy of Lucca, 2nd series, 1830-1848, vol 1, August 18, 1830 To December 28, 1843, Vol 2, January 9, 1844 To February 29, 1848-Italian-Saitta, A." (1961): 455-456.
- DiQuinzio, Mary Elizabeth. Opera in the Duchy of Lucca, 1817-1847. PhD Diss. Music) (Catholic University of America, 1997)
- Murray, John. A Handbook for Travellers in Central Italy: Including Lucca, Tuscany, Florence, the Marches, Umbria, Part of the Patrimony of St. Peter, and the Island of Sardinia. J. Murray, 1861.
- Ross, Janet, and Nelly Erichsen. The story of Lucca. (1912) online.